# El bosc maleït
El bosc maleït (títol original en anglès, The Hole in the Ground) és una pel·lícula de terror sobrenatural del 2019, dirigida per Lee Cronin en el seu primer llargmetratge, a partir d'un guió original que va escriure amb Stephen Shields. És protagonitzada per Seána Kerslake, James Cosmo, Kati Outinen, Simone Kirby, Steve Wall i James Quinn Markey. Segueix una dona que comença a sospitar que el comportament inquietant del seu fill està relacionat amb una misteriosa dolina. S'ha doblat i subtitulat al català.
La pel·lícula es va exhibir al Festival de Cinema de Sundance el 25 de gener de 2019. Es va estrenar l'1 de març de 2019 a càrrec de Wildcard Distribution a Irlanda i de Vertigo Releasing al Regne Unit.

## Repartiment
- Seána Kerslake com a Sarah O'Neill
- James Cosmo com a Des Brady
- Kati Outinen com a Noreen Brady
- Simone Kirby com a Louise Caul
- Steve Wall com a Rob Caul
- James Quinn Markey com a Chris O'Neill
- Eoin Macken com a Jay Caul
- David Crowley com a professor 1